# Isches
Isches és un municipi francès, situat al departament dels Vosges i a la regió del Gran Est. L'any 2007 tenia 214 habitants.

## Demografia

### Població
El 2007 la població de fet d'Isches era de 214 persones. Hi havia 79 famílies, de les quals 18 eren unipersonals (9 homes vivint sols i 9 dones vivint soles), 28 parelles sense fills, 28 parelles amb fills i 5 famílies monoparentals amb fills.
La població ha evolucionat segons el següent gràfic:
Habitants censats

### Habitatges
El 2007 hi havia 131 habitatges, 89 eren l'habitatge principal de la família, 33 eren segones residències i 9 estaven desocupats. 129 eren cases i 2 eren apartaments. Dels 89 habitatges principals, 81 estaven ocupats pels seus propietaris, 7 estaven llogats i ocupats pels llogaters i 1 estava cedit a títol gratuït; 1 tenia dues cambres, 9 en tenien tres, 16 en tenien quatre i 62 en tenien cinc o més. 70 habitatges disposaven pel capbaix d'una plaça de pàrquing. A 36 habitatges hi havia un automòbil i a 46 n'hi havia dos o més.

### Piràmide de població
La piràmide de població per edats i sexe el 2009 era:
| Homes | Edats   | Dones |
| ----- | ------- | ----- |
| 0     | 95 o +  | 0     |
| 0     | 90 a 94 | 0     |
| 4     | 85 a 89 | 4     |
| 4     | 80 a 84 | 0     |
| 4     | 75 a 79 | 8     |
| 4     | 70 a 74 | 0     |
| 4     | 65 a 69 | 4     |
| 12    | 60 a 64 | 12    |
| 0     | 55 a 59 | 4     |
| 8     | 50 a 54 | 12    |
| 4     | 45 a 49 | 4     |
| 4     | 40 a 44 | 4     |
| 4     | 35 a 39 | 12    |
| 12    | 30 a 34 | 8     |
| 4     | 25 a 29 | 8     |
| 12    | 20 a 24 | 4     |
| 12    | 15 a 19 | 4     |
| 4     | 10 a 14 | 4     |
| 4     | 5 a 9   | 0     |
| 12    | 0 a 4   | 0     |

## Economia
El 2007 la població en edat de treballar era de 140 persones, 102 eren actives i 38 eren inactives. De les 102 persones actives 94 estaven ocupades (53 homes i 41 dones) i 9 estaven aturades (4 homes i 5 dones). De les 38 persones inactives 18 estaven jubilades, 9 estaven estudiant i 11 estaven classificades com a «altres inactius».

### Ingressos
El 2009 a Isches hi havia 77 unitats fiscals que integraven 187,5 persones, la mediana anual d'ingressos fiscals per persona era de 16.693 €.

### Activitats econòmiques
Dels 10 establiments que hi havia el 2007, 1 era d'una empresa extractiva, 2 d'empreses alimentàries, 1 d'una empresa de fabricació d'altres productes industrials, 1 d'una empresa de construcció, 1 d'una empresa de comerç i reparació d'automòbils, 1 d'una empresa d'hostatgeria i restauració, 2 d'empreses de serveis i 1 d'una empresa classificada com a «altres activitats de serveis».
Dels 4 establiments de servei als particulars que hi havia el 2009, 1 era una oficina d'administració d'Hisenda pública, 1 taller de reparació d'automòbils i de material agrícola, 1 fusteria i 1 restaurant.
Dels 2 establiments comercials que hi havia el 2009, 1 era una botiga de menys de 120 m² i 1 una botiga de congelats.
L'any 2000 a Isches hi havia 9 explotacions agrícoles que ocupaven un total de 1.002 hectàrees.

## Equipaments sanitaris i escolars
El 2009 hi havia una escola elemental integrada dins d'un grup escolar amb les comunes properes formant una escola dispersa.

## Poblacions més properes
El següent diagrama mostra les poblacions més properes.